# Herluw Påhlsson

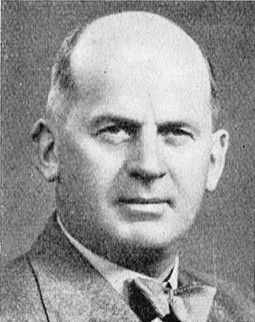
Herluw Påhlsson.

Herluw Johan Påhlsson, född 2 juli 1890 i Listerby församling, Blekinge län, död 18 mars 1969, var en svensk företagsledare.
Påhlsson, som var son till Anders Johan Påhlsson och Sissa Svensson, bedrev egen affärsrörelse i Karlskrona 1913–1930 samt var innehavare av AB Beklädnadskompaniet (Bekå) i Malmö från 1925 och av Hässleholmsgården i Hässleholms stad. Bekå, som var inrymt i samma byggnad som Malmö Teater vid Gustav Adolfs torg och 1950 södra Sveriges förnämsta dammodehus med tre våningar och 350 anställda, såldes 1973 till Hennes & Mauritz.
Sonen Bengt Påhlsson (född 1918) var disponent i faderns firma och innehavare av konfektionsfabriken Modelia i Malmö.